# 馬龍尼禮天主教開羅教區
馬龍尼禮天主教開羅教區（拉丁語：Eparchia Cahirensis Maronitarum）是埃及一個東儀天主教（馬龍尼禮）教區，直屬安提約基雅宗主教區。
1904年成立宗主教代牧區，1946年6月22日升為教區。2009年有七個堂區（分別位於埃及和蘇丹）、三名司鐸，服務5,430位教友。現任教區主教為喬治·希漢。

## 外部連結
- 在Catholic-Hierarchy.org上的diocese/dlcma.
- Eintrag auf GCatholic.com （页面存档备份，存于）